# Platyura nigriventris
Platyura nigriventris is een muggensoort uit de familie van de Keroplatidae. De wetenschappelijke naam van de soort werd voor het eerst geldig gepubliceerd in 1910 door Johannsen.